# Isim
Isim (em sumério: 𒉌𒋛𒅔𒆠; romaniz.: I3-si-inki)   foi uma antiga cidade-estado amorita da Baixa Mesopotâmia a cerca de 32 quilômetros ao sul de Nipur.

## Localização
O sítio arqueológico encontra-se próximo à moderna cidade de Ixam Albariate (Ishan al-Bahriyat), na Cadésia, Iraque. Hoje pode ser localizada como um "tel", um monte de assentamento arqueológico, com cerca de 1,5 km de diâmetro e com uma altura máxima de 8 metros. Situava no Canal Isinitum, parte de um conjunto de canais que ligavam as cidades da Mesopotâmia.

## Histórico de ocupação
Isim foi ocupada pelo menos desde o início do Período Dinástico Arcaico, em meados do terceiro milênio a.C., e possivelmente já no período de al-Ubaid (c. 6500–3800). Quando as plaquetas de argila cuneiformes da época foram encontradas, a primeira referência epigráfica a Isim foi após o período da terceira dinastia de Ur.
Quando a Terceira Dinastia, enfraquecida, finalmente entrou em colapso nas mãos dos elamitas no final do terceiro milênio a.C., foi deixado um vácuo de poder que outras cidades-estado se esforçavam para preencher. O último rei da dinastia Ur, Ibi-Sim, não tinha os recursos nem o governo organizado necessários para expulsar os invasores elamitas. Um de seus funcionários governamentais, Isbi-Erra, mudou-se de Ur para Isim, outra cidade no sul da Mesopotâmia, e estabeleceu-se como governante lá. Um dos nomes de ano de Isbi-Erra relata a derrota sofrida por Ibi-Sim em batalha. 
Embora ele não seja considerado parte da Terceira Dinastia de Ur, Isbi-Erra fez algumas tentativas de continuar com essa dinastia, provavelmente para justificar seu governo.  no entanto, Isbi-Erra teve má sorte em expandir seu reino, pois outras cidades-estados da Mesopotâmia também queriam chegar ao poder. Esnuna e Assur estavam se desenvolvendo em centros poderosos. No entanto, ele conseguiu repelir os elamitas da região de Ur. Isso deu à dinastia de Isim o controle sobre as cidades culturalmente significativas de Ur, Uruque e o centro espiritual de Nipur. 
Por mais de 100 anos, Isim floresceu. Ruínas de grandes edifícios, como templos, foram escavados. Muitos decretos reais e códigos de leis daquele período foram descobertos. A estrutura política centralizada de Ur-III foi amplamente mantida, com os governantes de Isim nomeando governadores e outras autoridades locais para realizar sua vontade nas províncias. As rotas lucrativas de comércio para o Golfo Pérsico continuaram sendo uma fonte crucial de renda para Isim. 
Os eventos exatos que cercam a desintegração de Isim como reino são desconhecidos, mas algumas evidências podem ser reunidas. Documentos indicam que o acesso a fontes de água apresentou um enorme problema para o Isim. Isim também sofreu um tipo de golpe interno quando Gungunum, governador nomeado das províncias de Larsa e Lagas, tomou a cidade de Ur. Ur era o principal centro do comércio do Golfo; dessa forma com a perda desse importante comércio Isim ficou economicamente prejudicado. Além disso, os dois sucessores de Gungunum, Abisare e Sumuel (c. 1905–1894), tentaram direcionar as rotas comerciais de Isim para Larsa. Algum momento depois, Nipur também foi conquistada. Isim nunca se recuperaria. Por volta de 1860 a.C, um estranho chamado Enlil-Bani tomou o trono de Isim, encerrando a dinastia hereditária estabelecida por Isbi-Erra a mais de 150 anos antes. 
Embora politicamente e economicamente fraca, Isim manteve sua independência de Larsa por pelo menos mais quarenta anos, sucumbindo finalmente a Rim-Sim I. 
Depois que a Primeira Dinastia da Babilônia subiu ao poder no início do segundo milênio e capturou Larsa, muitas mudanças significativa foram feitas em Isim. Essas mudanças foram interrompidas quando no 27º ano do reinado de Samsiluna, filho de Hamurabi, a cidade foi destruída e abandonada. 
Mais tarde, quando a dinastia cassita tomou posse na Babilônia após 1 531 a.C., retomaram a reconstrução de Isim.  O estágio final significativo da atividade ocorreu durante a Segunda Dinastia de Isim, no final do 2º milênio, principalmente pelo rei Adade-Baladã. 

## Cultura e Religião
A divindade padroeira de Isim era Nintinuga (Gula, deusa da cura), e um templo para ela foi construído lá. O rei de Isim, Enlil-Bani, relatou a construção de um templo em homenagem a Gula chamado Enidubi (E-ni-dub-bi), um templo dedicado a Ninlil (Sude) chamado Edingalana (E-dim-gal-an-na) e um templo chamado Eurgira dedicado ao deus Ninurta. 
Isbi-Erra continuou muitas das práticas cultuais que floresceram no período da terceira dinastia de Ur. Ele continuou encenando o ritual sagrado do casamento todos os anos. Durante esse ritual, o rei fazia o papel do mortal Dumuzi e fazia sexo com uma sacerdotisa que representava a deusa do amor e da guerra, Inana (também conhecida como Istar) como forma de fortalecer o relacionamento do rei com os deuses, o que traria estabilidade e prosperidade a todo o país. 

## História da pesquisa arqueológica
O Local foi visitado por Stephen Herbert Langdon para realizar uma sondagem em um dia, enquanto estava escavando em Quis em 1924.  A maior parte do trabalho arqueológico em Isim foi realizado em 11 temporadas, entre 1973 e 1989, por uma equipe de arqueólogos alemães liderados por Barthel Hrouda.  No entanto, como foi o caso em muitos locais no Iraque, a pesquisa foi interrompida pela Guerra do Golfo (1990-1991) e pela Guerra do Iraque (2003-2011). Desde o final das escavações, há relatos de saques intensos no local. Mesmo quando a equipe alemã começou seu trabalho, o local já estava muito saqueado.

## Dinastia de Isim
Consta na Lista Real Sumeriana uma dinastia que governou a partir dessa cidade:
| Nome         | Período de reinado                  | Ações                                          |
| ------------ | ----------------------------------- | ---------------------------------------------- |
| Isbi-Erra    | reinou por 33 anos, (fl. 2017–1985) | Derrotou de Ibi-Sim de Ur                      |
| Su-ilisu     | reinou por 10 anos, (fl. 1920–1911) | filho de Isbi-Erra.                            |
| Idindagã     | reinou por 20 anos, (fl. 1910–1890) | filho de Su-ilisu                              |
| Ismedagã     | 20 anos                             | filho de Idindagã.                             |
| Lipite-Istar | 11 anos, (1934–1924)                | filho de Ismedagã; Elaborou um código de leis. |
| Ur-Ninurta   | 28 anos                             | filho de Iscur; Fim do predomínio de Isim.     |
| Bur-Sim      | 5 anos                              |                                                |
| Lipite-Enlil | 5 anos                              |                                                |
| Erra-Imiti   | 8 anos                              |                                                |
| Enlil-Bani   | 24 anos                             |                                                |
| Zambia       | 3 anos                              |                                                |
| Iter-Pisa    | 4 anos                              |                                                |
| Urdulcuga    | 4 anos                              |                                                |
| Sim-Magir    | 23 anos                             |                                                |